# 北海道立総合研究機構
地方独立行政法人北海道立総合研究機構（ちほうどくりつぎょうせいほうじんほっかいどうりつそうごうけんきゅうきこう、略称：「道総研」、英訳名："Hokkaido Research Organization"）は、北海道が設立した地方独立行政法人である。

## 概要
- 北海道立総合研究機構は、農業、水産業、林業、工業、食品産業、環境、地質および建築の各分野に関する試験、研究、調査、普及、技術開発、技術支援などを行い、北海道民の生活の向上および北海道内の産業の振興に寄与することを目的として2010年（平成22年）に北海道が一般地方独立行政法人として設立した。地方独立行政法人の設立以前は北海道立の公設試験研究機関が26あったが、そのうち22の試験研究機関がこの法人の設立に伴い移管されることとなった。なお、北海道原子力環境センター、北海道開拓記念館、北海道立アイヌ民族文化研究センター、北海道立衛生研究所の4機関については、法人化になじまないとされ移管対象から除外された。
- 組織は、法人の代表で業務を総理する理事長、法人全体の各事務（経営企画、研究企画、連携推進）を担当する理事、または監事を置くとともに、各研究分野（農業、水産、森林、産業技術、環境・地質、建築）ごとに研究本部を置く。

## 法人所在地および法人事務

### 法人の所在地
北海道札幌市北区北19条西11丁目（北海道総合研究プラザ）

### 法人事務
法人全体に関係する事務は、下記の理事長など役員の下、経営企画部、研究企画部、連携推進部および理事長室の3部1室で行われる。
- 理事長 田中義克
  - 法人の代表で業務を総理する
- 理事（経営企画担当） 高田　純
  - 法人全体の経営企画、労務管理を行う
- 理事（研究企画担当） 尾谷　賢
  - 法人全体の研究戦略、研究部門の研究推進、研究課題評価、知的財産の管理を行う
- 理事（連携推進担当） 丸谷知己
  - 法人の部門間及び外部機関との連携推進を行う
- 監事 千葉　智
  - 法人業務の監査を行う

## 農業研究本部
中央農業試験場に本部を置き、農業と畜産に関する試験場で北海道の各地域に適した作物や栽培技術の開発、家畜の育成や飼養技術の開発、食の安全やバイオテクノロジーに関わる研究などを行っている。
- 中央農業試験場（夕張郡長沼町東6線北15(1区)）
  - 生産研究部水田農業グループ（岩見沢市上幌向町217）
  - 遺伝資源部（滝川市南滝の川363-2）
- 上川農業試験場（上川郡比布町南1線5）
- 道南農業試験場（北斗市本町680）
- 十勝農業試験場（河西郡芽室町新生南9線2）
- 北見農業試験場（常呂郡訓子府町字弥生52）
- 酪農試験場（標津郡中標津町字中標津1659）
  - 天北支場（枝幸郡浜頓別町緑ヶ丘8丁目2）
- 畜産試験場（上川郡新得町字新得西5線39）
- 花・野菜技術センター（滝川市東滝川735）

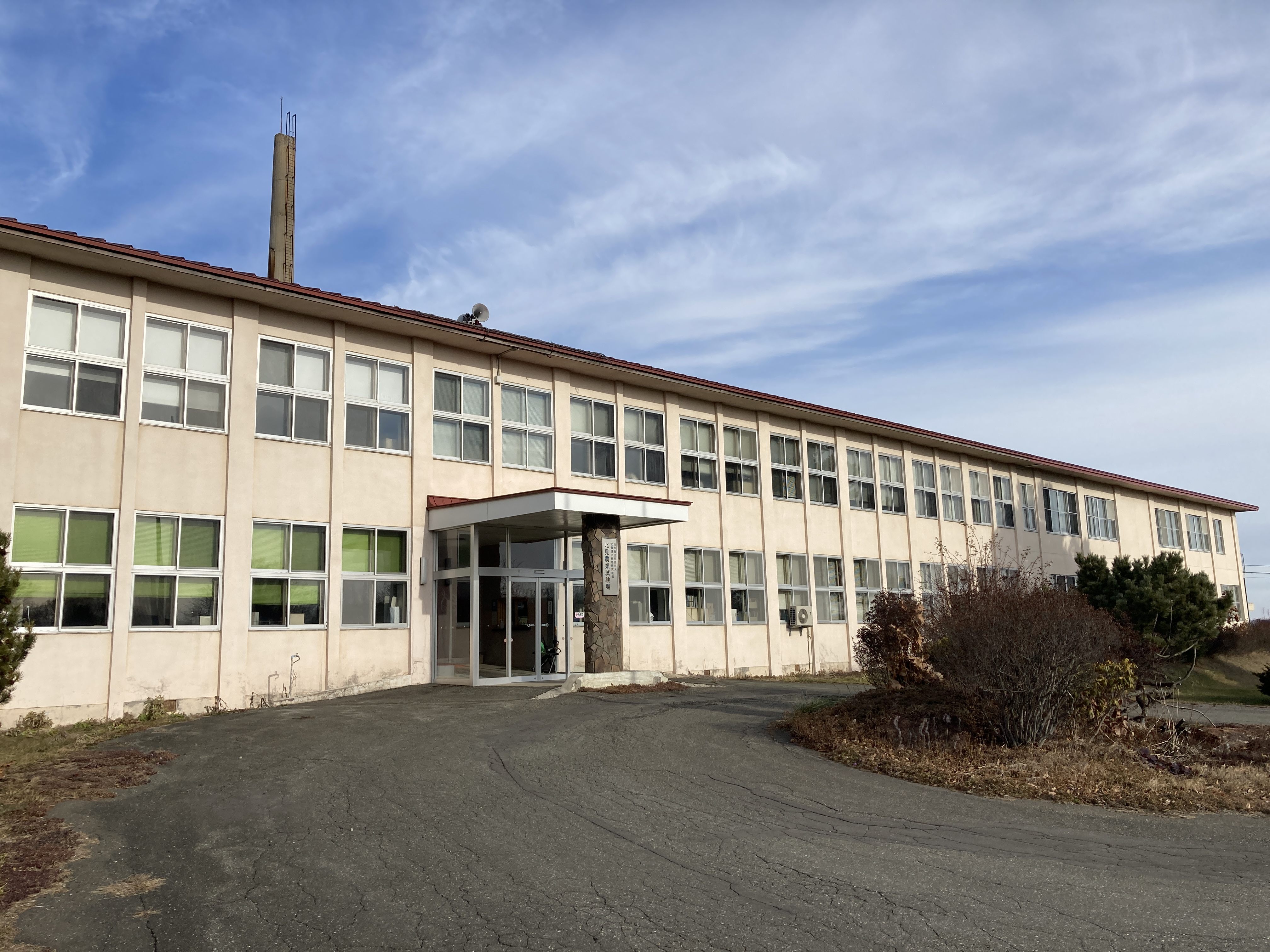
北見農業試験場

## 水産研究本部
中央水産試験場に本部を置き、水産試験場で資源管理型漁業や栽培漁業の推進、安全・安心な水産物の供給と高度利用の推進、また北海道の健全な水域生態系・生物多様性の保全のための調査・研究、技術開発ならびに普及・指導を行っている。
- 中央水産試験場（余市郡余市町浜中町238）
- 函館水産試験場（函館市湯川町1丁目2-66）
- 釧路水産試験場（釧路市浜町2-6）
  - 分庁舎・加工利用部（釧路市仲浜町4-25）
- 網走水産試験場（網走市字鱒浦31）
  - 分庁舎・加工利用部（紋別市港町7丁目8-5）
- 稚内水産試験場（稚内市末広4丁目5-15）
- 栽培水産試験場（室蘭市舟見町1丁目156-3）
- さけます・内水面水産試験場（恵庭市北柏木町3丁目373）
  - 留萌駐在所（留萌市住之江町2丁目1-2 留萌振興局内）
  - 道南支場（二海郡八雲町熊石鮎川町189-43）
  - 道東支場（標津郡中標津町丸山3丁目1-10）
  - 道東内水面室（網走市能取港町1丁目1）

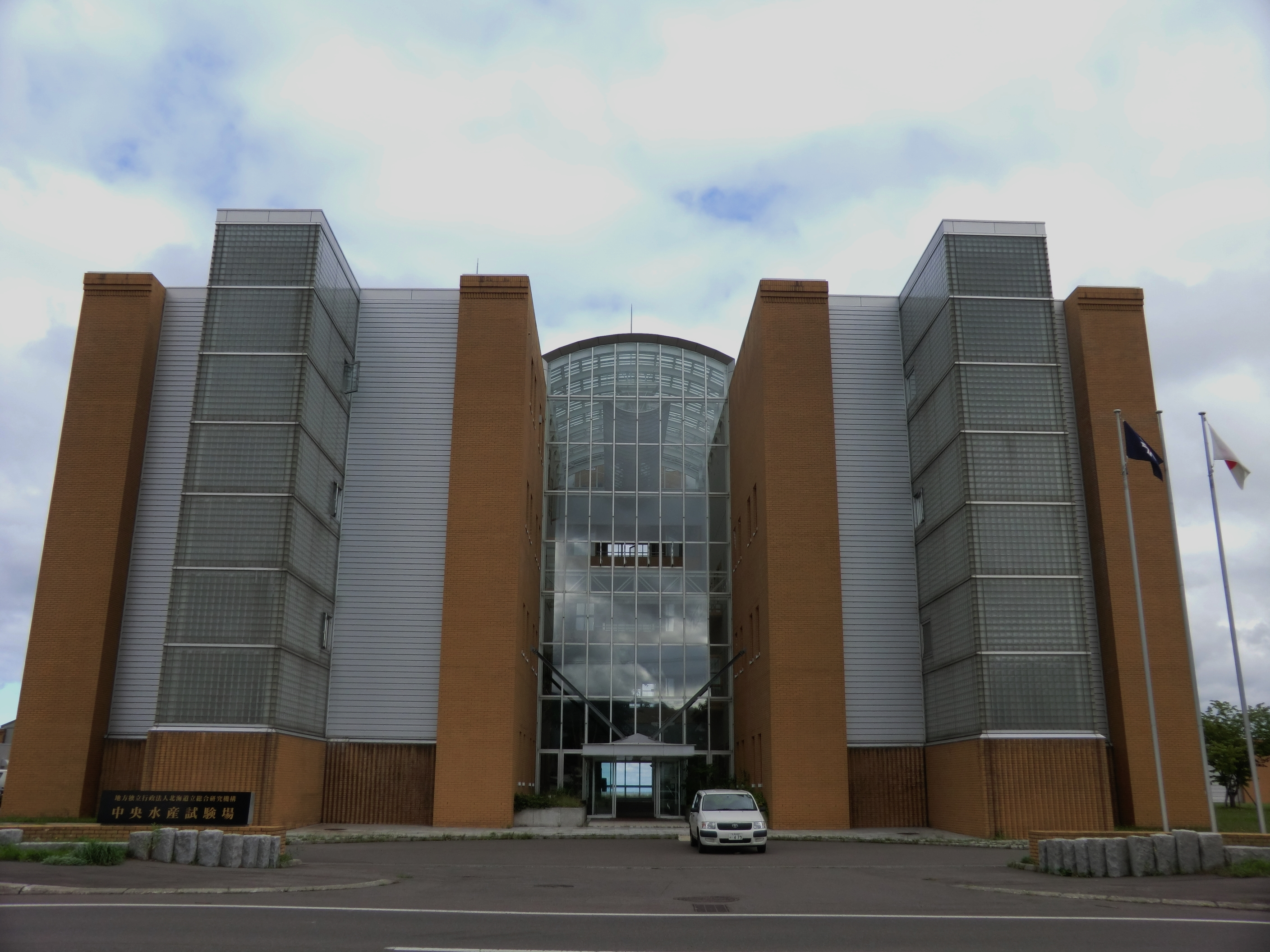
中央水産試験場

## 森林研究本部
林業試験場に本部を置き、地域の特性に応じた森林づくりやみどり環境の充実、林業の健全な発展や森林資源の循環利用の推進、木材関連産業の振興を図るための技術開発を行っている。また、得られた成果をもとに行政機関、森林所有者、企業などに対し普及や技術支援も行っている。
- 林業試験場（美唄市光珠内町東山）
  - 道南支場（函館市桔梗町372-2）
  - 道北支場（中川郡中川町字誉300）
  - 道東支場（上川郡新得町字新得西2線）
- 林産試験場（旭川市西神楽1線10）

## 産業技術研究本部
工業試験場に本部を置き、大学や国の研究機関などとの連携を強化し、工業技術や食品加工に関する研究開発を実施するとともに、その成果を技術相談や派遣指導などの技術支援によって、道内企業の事業化・実用化を支援する。
- 工業試験場（札幌市北区北19条西11丁目）
- 食品加工研究センター（江別市文京台緑町589-4）

## 環境・地質研究本部
環境科学研究センターに本部を置き、地域環境の保全や地球環境問題、生物多様性の保全、地震・火山などの自然災害の防止、地下資源開発などに関する調査・研究を行っている。
- 環境科学研究センター（札幌市北区北19条西12丁目）
  - 道東地区野生生物室（釧路市浦見2丁目2-54）
  - 道南地区野生生物室（檜山郡江差町字橋本町72-1）
- 地質研究所（札幌市北区北19条西12丁目）
  - 小樽庁舎（小樽市築港3-1）

## 建築研究本部
北方建築総合研究所に本部を置き、環境負荷の低減や快適な住環境の創出に関する研究開発など、持続可能な建築やまちづくりに関する試験・研究、住宅・建築関連産業に対する技術支援を行っている。
- 北方建築総合研究所（旭川市緑が丘東1条3丁目1-20）
  - 構造計算適合性判定センター（札幌市中央区北3条西7丁目）

## 対外関係

### 包括連携協定
- 公益財団法人北海道科学技術総合振興センター（2010年6月10日）
- 北洋銀行（2010年11月5日）
- 国立研究開発法人土木研究所寒地土木研究所（2011年2月2日）
- 北海道庁（2011年2月16日）
- 日本ハム（2011年2月16日）
- 中央大学（2011年3月1日）
- 国立大学法人北海道大学（2011年3月29日）
- 北海道銀行（2011年4月5日）
- 独立行政法人中小企業基盤整備機構北海道本部（2012年1月31日）
- 北海道科学大学・北海道科学大学短期大学部（2012年3月8日）
- 公益財団法人北海道中小企業総合支援センター（2012年3月28日）
- 公立大学法人札幌市立大学（2012年7月17日）
- 国立大学法人帯広畜産大学（2013年9月26日）
- 特定非営利活動法人グリーンテクノバンク（2014年3月26日）
- 国立大学法人室蘭工業大学（2014年11月14日）
- 酪農学園大学（2016年1月29日）
- 東京農業大学生物産業学部（2017年3月6日）
- 北海道教育委員会（2021年7月2日）[1]
- 国立研究開発法人農業・食品産業技術総合研究機構（2021年10月18日）[2]
- 北海道信用保証協会（2021年11月15日、2022年2月25日）[3]
- 北海道中小企業総合支援センター（2022年2月25日）
- 北海道貿易物産振興会（2022年2月25日）
- 北海道市町村振興協会（2022年3月1日）[4]
- 北海道漁業協同組合連合会（2022年3月18日）[5]